# Гельмс, Ганс фон
Ганс фон Гельмс (нем. Hans von Helms; 25 мая 1899, Шифбек — 13 декабря 1980, Бернрид) — немецкий политик, член НСДАП.

## Биография
Ганс фон Гельмс получил аттестат зрелости в 1917 году в Гамбурге и записался добровольцем на фронт в Первую мировую войну. После войны изучал физику и математику в Гамбурге, Берлине и Гёттингене. В 1922 году защитил докторскую диссертацию в Гёттингенском университете. В 1923—1930 годах являлся научным сотрудником в области горнодобывающей промышленности. В 1930—1933 годах занимал должность научного ассистента в имперском патентном ведомстве.
После прихода к власти национал-социалистов Ганс фон Гельмс получил звание регирунгсрата и поступил на работу личным референтом управления полиции в Имперское и Прусское министерства внутренних дел. Гельмс вступил в конфликт с статс-секретарём Людвигом Грауэртом, написал на него жалобу в высший партийный суд. В отместку за это Гельмса перевели с понижением на должность в Альтоне, он не согласился с переводом и с этого момента вступил в непримиримую борьбу с чиновничеством министерства внутренних дел. 1 марта 1934 года Гельмс получил звание оберрегирунгсрата. В августе 1934 года Гельмса заподозрили в том, что он является агентом командования штурмовых отрядов и по распоряжению Германа Геринга уволили из министерства внутренних дел и уволили из партии. 1 февраля 1935 года был принят на работу в штаб заместителя фюрера Рудольфа Гесса на должность делопроизводителя по вопросам государственной службы. 29 марта 1936 года участвовал в выборах в рейхстаг, получил мандат депутата и оставался депутатом до 1945 года. В 1937 году получил повышение до министериалрата.
В сентябре 1939 года Гельмс был назначен председателем правительства Линца при рейхсштатгальтере Верхней Австрии и в 1940 году возглавил военное управление Юго-Западной Франции. В 1941 году вернулся в министерство внутренних дел и руководил отделом кадров. В сентябре 1942 года Гельмс был назначен членом Народной судебной палаты. С ноября 1944 года до конца войны в 1945 году Гельмс возглавлял правительство Мюнстера.
Ганс фон Гельмс вступил в НСДАП и штурмовые отряды в 1922 году и был награждён золотым партийным знаком НСДАП. В 1925 году вступил в партию повторно после её переучреждения, но в декабре 1925 года был исключён из партийной картотеки. В апреле 1930 года вновь вступил в партию. В 1935 году получил звание рейхсамтсляйтера. В 1942 году Гельмс в штурмовых отрядах получил звание СА-группенфюрера.
В декабре 1945 года Гельмс был арестован и помещён в лагерь для интернированных № 7 в Хемере. С 1952 года получал пенсию как оберрегирунгсрат. В 1956—1958 годах судился с землёй Нижняя Саксония за сохранение за ним званий.